# Vorfußlauf
Bei dem Vorfußlauf, der auch Ballenlauf oder Fußballenlauf genannt wird, setzt der Fuß bei der Aufsatzphase zuerst auf der Außenkante des Fußballen auf, die natürliche Vorfußsupination, rollt dann lateral auf den Großzehenballen und senkt sich dann optional bis zur Ferse ab. Schließlich stößt der Läufer den Fuß über den Großzehenballen wieder ab.
Weitere Laufstile sind der Rückfußlauf und der Mittelfußlauf.

## Anwendungsbereiche
Der Vorfußlauf kann auf allen Distanzen von Sprint bis Ultramarathon verwendet werden.
Durch den zusätzlichen Hebel des Fußes beim Aufsatz ist das Vorfußlaufen bei unebenem Terrain beliebt, wie Bergauflauf und Crosslauf, da die Reaktionszeit erhöht wird. Dort gilt meistens Sicherheit vor Effizienz.
Beim korrekt ausgeführten Sprinten resultiert der Vorfußaufsatz automatisch aus der starken Vorneigung des Körpers, der Fuß fällt unter die Körpermitte.
Barfußlaufen ist nur durch den dämpfenden Vorfußhebel möglich, da sonst die auftretenden Einschlagskräfte auf die Ferse zu groß wären.

## Vorteile des Laufens auf dem Vorfuß
- Sehnen können die beim Aufsatz aufgenommene Energie wie ein Gummiband wieder abgeben.
- Durch die Aktivierung der Muskel-Sehnen-Kette gibt es eine bessere Absorption der Stoßbelastung, da Fußgewölbe, Sehnen und Wadenmuskulatur Energie aufnehmen können und Kraftspitzen besser verteilt werden.
- Flüssige Laufbewegung unter anderem durch die Zugbewegung der hinteren Oberschenkelmuskulatur.
- Mehr Kraftentfaltung möglich, daher üblicher Laufstil für Kurz- und Mittelstrecken, während Langstrecken eher Ausdauer als Kraft erfordern.
- Vermeidet bei starker Kippbewegung des Fußes (Über-Pronation) das Einknicken nach innen, wenn der Wadenmuskel ausreichend trainiert ist.
- Durch den zusätzlichen Hebel des Fußes beim Aufsetzen wird die Reaktionszeit erhöht und die Verletzungsgefahr z. B. durch Umknicken gesenkt.

## Nachteile des Laufens auf dem Vorfuß
- Bei einer schlechten Laufeffizienz ist der Vorfußlauf anstrengender und unökonomischer, da der Körper die Stoßbelastungen muskulär absorbiert.
- Die Vorteile des Vorfußlaufens treten erst bei einer sauberen Ausführung in den Vordergrund.
- Stärkere Belastung von Sehnen und Muskeln wie Wadenmuskulatur.
- Stärkere Belastung des Vorfußbereichs bei Landung.

## Laufschuhe
Ein Laufschuh sollte für gesundes Vorfußlaufen ein paar Kriterien erfüllen, um Verletzungen zu vermeiden.
- Die Zehenbox muss ausreichend breit und auch hoch sein, um das Strecken, Beugen und Spreizen der Zehen zu ermöglichen. Ohne eine ausreichende Zehenbeugung kann das Fußgewölbe nicht vorgespannt werden.
- Der Schuh sollte eine sehr geringe bis gar keine Sprengung aufweisen, um den Sehnen eine vollständige Energieaufnahme zu ermöglichen.

Dafür eignen sich viele minimalistische Laufschuhe mit geringer Dämpfung, Laufsandalen, aber auch bestimmte Modelle mittel bis stark gedämpfter Schuhe. Letzteres findet sich besonders im Ultramarathonbereich.
Alternativ kann auch barfuß auf weichem Untergrund trainiert werden.